# Чайка білохвоста
Ча́йка білохво́ста (Vanellochettusia leucura) — прибережний птах родини Сивкових, ряду Сивкоподібних. Поширена у степовій смузі Азії, де гніздиться на берегах водойм. Протягом останніх десятиліть розширює ареал на захід. В Україні залітний вид, спостерігалися випадки гніздування.

## Опис

### Морфологічні ознаки

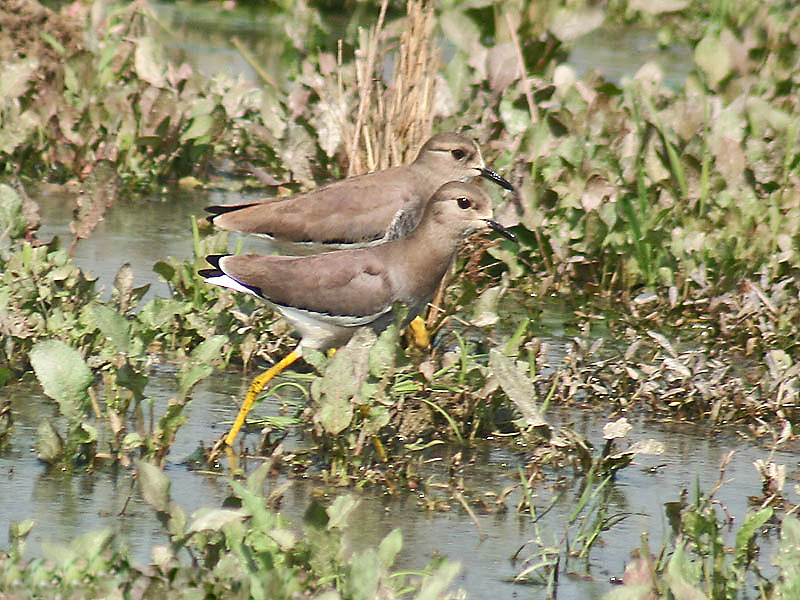

Маса тіла біля 200 г, довжина тіла 26-29 см, розмах крил 67-70 см. У дорослого птаха оперення верху буре; воло сірувате; груди і черево білі, з вохристим відтінком; надхвістя, підхвістя і хвіст білі; першорядні махові пера чорні, другорядні махові — білі, зовнішні — з чорною верхівкою, великі покривні пера верху крил біля основи сірувато-бурі, на верхівці — білі; спід крил білий; дзьоб чорний; ноги жовті, у польоті значно виступають за хвостом. Молодий птах тьмяніший, пера верху з темними плямами і світлою облямівкою.
Від степової чайки відрізняється суцільно білим хвостом, за яким у польоті виступають довгі жовті ноги, та відсутністю білих «брів».

### Звуки
Голос нагадує голос звичайної чайки, звучить як голосне «четире — четире».

## Поширення
Ареал чайки білохвостої охоплює головним чином Месопотамію, Центральну Азію та південь Росії на схід від Каспійського моря. Протягом останніх десятиліть вид розширює ареал на захід.
До кінця 1960-х років гніздовий ареал чайки білохвостої охоплював окремі ділянки південного Казахстану, Узбекистану, Туркменістану, Східного Сибіру, Йорданії, Іраку, Ірану та Афганістану. Поселення в Казахстані були найбільш північними областями гніздування в ареалі, що сягали 48º північної широти. Після 1960-х рр. та особливо після 1975 року зальоти білохвостої чайки в Європу почастішали. Протягом 1996—2000 рр. тривало стрімке проникнення виду вглиб Європи. У цей час виникли поселення в Україні, Румунії та Греції, а також розширились існуючі гніздові поселення в західному Прикаспії.
В Україні випадки гніздування зафіксовані в Криму, Херсонській та Дніпропетровській областях. Зальоти відмічені також в інших областях.
Деякі популяції в Ірані і Іраку осілі, птахи з території Росії та Казахстану є перелітними. Місця зимівель розташовані на північному сході Африки — в долині Нілу, Нубійській пустелі, а також в Афганістані, на півночі Пакистану та Індії, у невеликій кількості зимує на узбережжі південної частини Каспія.

## Чисельність
Чисельність виду в Європі становить 560-5100 пар (BirdLife International 2015); світова популяція нараховує 20-130 тис. особин (Wetlands International 2015).

## Місця існування
Населяє острови, зарослі густою рослинністю, що розкидані серед озер; вогкі береги і дрібні острівці солонуватих озер; вологі місця, порослі ефемерами та полином, поблизу від прісної та солоної води.

## Гніздування
Моногамний птах. Гніздиться розрідженими колоніями чисельністю від 4 до 24 пар (інколи до 100) поруч з куликами-довгоногами, крячками, мартинами. Шлюбний сезон з квітня по травень. Шлюбні токові польоти самців нагадують токування звичайної чайки. Гнізда може розташовувати на солончаках, осушених рисових полях, зарослих болотах та маленьких острівцях. Гніздо білохвостої чайки являє собою заглибину у відкритому ґрунті з вистилкою із сухої трави. Кладка містить найчастіше 3-4 яйця. Загальне тло шкаралупи глинисто-вохристе або зеленкувато-оливкове, з глибокими темно-вохристими і поверхневими буровато-оливковими плямами й крапками. Кладку птахи насиджують протягом 21-24 днів. Пташенят доглядають обидва з батьків. Молоді птахи починають літати у віці близько 30 днів.

## Живлення
Живляться різноманітними дрібними безхребетними, такими як черви та молюски, а також різноманітними комахами, особливо твердокрилими та коротковусими прямокрилими. Білохвоста чайка зазвичай збирає здобич з поверхні води. Вкрай рідко може плавати в пошуках здобичі та є одним з двох видів цієї родини, які регулярно занурюють голову під воду у пошуках їжу. Також інколи шукає поживу на сухому ґрунті.

## Загрози та охорона
Загрозами для білохвостої чайки є втрата водно-болотних угідь внаслідок меліорації та руйнування біотопів. Вид перебуває під охороною відповідно до Угоди про збереження афро-євразійських мігруючих водно-болотних птахів.